# Attila Pálizs
Attila Pálizs (Dunaújváros, 21 de abril de 1967) es un deportista húngaro que compitió en piragüismo en la modalidad de aguas tranquilas. Ganó dos medallas en el Campeonato Mundial de Piragüismo en los años 1990 y 1991.
Participó en los Juegos Olímpicos de Barcelona 1992, donde finalizó quinto en la prueba de C2 1000 m, y séptimo en la prueba de C2 500 m.

## Palmarés internacional
| Campeonato Mundial | Campeonato Mundial | Campeonato Mundial | Campeonato Mundial |
| Año                | Lugar              | Medalla            | Evento             |
| ------------------ | ------------------ | ------------------ | ------------------ |
| 1990               | Poznań (Polonia)   | Medalla de bronce  | C2 500 m           |
| 1991               | París (Francia)    | Medalla de oro     | C2 500 m           |